# Modulo (architettura)

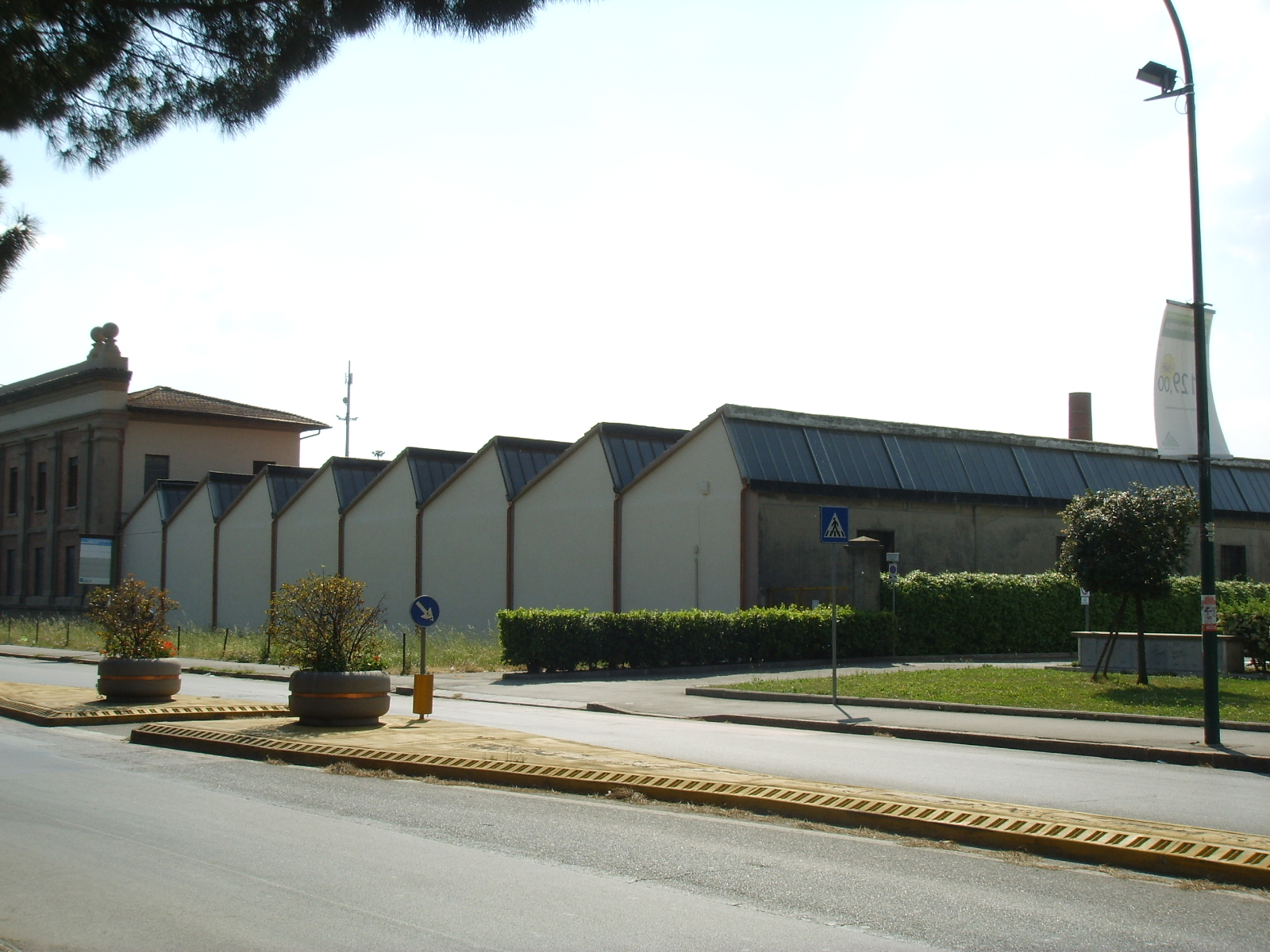
Una fabbrica costruita per moduli, Prato

Un modulo architettonico è una misura di grandezza o una unità che viene ripetuta più volte in maniera da dare proporzioni equilibrate in uno o più edifici.

## Modulo classico
Nell'arte classica il modulo era il diametro maggiore di una colonna. Nel caso di entasi quindi veniva calcolato nella parte centrale e non si calcolava sulle colonne angolari qualora esse presentassero un ispessimento quale correzione ottica.
A partire da questo modulo venivano prese le misure di tutti gli altri elementi, con precisi rapporti di proporzione matematica.
L'uso del modulo, seppure mai completamente accantonato e anche se non più ispirato alla colonna ma ad altre unità di misura, venne ripreso in età rinascimentale da architetti quali Filippo Brunelleschi con Lo Spedale degli Innocenti e Leon Battista Alberti con il tempio malatestiano.

## Architettura modulare
Nell'ambito dell'architettura moderna un modulo è un'unità di un edificio che viene ripetuta più volte. L'architettura modulare è stata molto diffusa nel XX secolo nell'edilizia popolare e industriale: si pensi alle case a schiera o ai capannoni industriali in serie.